# Edwin G. Krebs
Edwin Gerhard Krebs (6. června 1918 Lansing – 21. prosince 2009 Seattle) byl americký biochemik, vysokoškolský pedagog a lékař. Spolu s Edmondem H. Fischerem obdržel v roce 1992 Nobelovu cenu za fyziologii a lékařství. Cena jim byla udělena za popis toho, jak reverzibilní fosforylace působí jako buněčný vypínač, který aktivuje proteiny a řídí různé buněčné procesy nezbytné pro život. Tento proces probíhá přidáváním nebo odstraňováním fosfátových skupin z proteinů pomocí specifických enzymů kináz, které fosfát přidávají, a fosfatáz, které fosfát odstraňují. 
Objev reverzibilní fosforylace pomohl lépe pochopit, jak jsou různé buněčné procesy regulovány a jak buňky reagují na vnější podněty. Proteinová fosforylace hraje zásadní roli nejen v základních metabolických procesech, ale i v mnoha dalších buněčných aktivitách, včetně signalizace v rámci imunitního systému, kontroly buněčného cyklu nebo přenosu signálů mezi neurony. Poruchy fosforylace bílkovin jsou spojovány s různými onemocněními, například s rakovinou nebo neurodegenerativními chorobami.
Své výzkumy Krebs s Fischerem prováděli od roku 1953 na Washingtonské univerzitě v Seattlu. Krebs nějakou dobu rovněž působil v Kalifornské univerzitě v Davisu.

## Mládí a studia
Krebs se narodil v Lansingu ve státě Iowa jako třetí dítě do rodiny presbyteriánského duchovního. Rodina se kvůli otcově práci často stěhovala, ale když bylo Krebsovi šest let, usadili se v Greenville ve státě Illinois, kde zůstali až do otcovy nečekané smrti v roce 1933. Poté se matka rozhodla přestěhovat rodinu, která měla po otcově smrti velmi omezené příjmy, do Urbany ve státě Illinois, kde Krebsovi starší bratři studovali na Illinoiské univerzitě v Urbana-Champaign. Tam si pronajali dostatečně velký dům, aby mohli pronajímat jeden pokoj a vylepšit si tak rodinný rozpočet. Kromě toho si každý našel nějakou práci na částečný úvazek. Krebs navštěvoval Urbanskou střední školu a v roce 1936 se zapsal na Illinoiskou univerzitu Urbana-Champaign. Ve čtvrtém ročníku studia se rozmýšlel, zda bude pokračovat ve studiu organické chemie, nebo zvolí studium medicíny. Protože obdržel stipendium na studium na lékařské fakultě Washingtonovy univerzity v Saint Louis, vybral si druhou možnost.
Lékařská fakulta poskytla Krebsovi nejen možnost stát se lékařem, ale také získat zkušenosti v oblasti lékařského výzkumu. Po promoci v roce 1943 absolvoval osmnáctiměsíční stáž v Barnesově nemocnici v St. Louis a poté nastoupil do aktivní služby jako lékařský důstojník u námořnictva. Po skončení války byl v roce 1946 z námořnictva propuštěn, ale v nemocnici v St. Louis pro něj v tu dobu nebylo místo. Bylo mu doporučeno, aby, než se nějaké místo uvolní, studoval základní vědu. Rozhodl se pro studium biochemie a jako postdoktorand Carla a Gerty Coriových pracoval na interakci protaminu s králičí svalovou fosforylázou. Po ukončení dvouletého studia se Krebs rozhodl pokračovat v kariéře biochemika.

## Kariéra a vědecký výzkum
V roce 1948 přijal místo odborného asistenta biochemie na Washingtonské univerzitě v Seattlu. Když v roce 1953 přišel na katedru Edmond  Fischer, rozhodli se společně zkoumat proces, při kterém svalové buňky získávají energii z glykogenu (forma, v níž tělo uchovává cukr). Během jejich výzkumu se jim podařilo zachytit mechanismus, kterým dochází k vzájemné přeměně dvou forem fosforylázy – reverzibilní fosforylaci bílkovin.
Krebs již dříve prokázal, že buňky používají enzym zvaný fosforyláza k uvolňování glukózy (zdroj energie pro fungování buněk) z glykogenu. Spolu s Fischerem ukázali, že fosforylázu lze převést z neaktivní formy na aktivní přidáním fosfátové skupiny ze sloučeniny adenosintrifosfátu (ATP). Enzymy, které tento proces katalyzují, se nazývají proteinkinázy. Tím se může změnit tvar bílkoviny a její biologická funkce se může zvýšit nebo snížit, a to buď změnou její aktivity, nebo schopnosti vázat se na jinou bílkovinu. Krebs a Fischer také ukázali, že fosforyláza se inaktivuje odebráním fosfátové skupiny, k němuž dochází pomocí enzymu fosfatázy. Tento cyklus řídí řadu metabolických procesů a hraje ústřední roli v regulaci buněčného dělení, tvaru a pohyblivosti buněk. Poruchy fosforylace bílkovin se podílejí na vzniku nemocí, jako je cukrovka, rakovina či Alzheimerova choroba. Za objev reverzibilní fosforylace bílkovin získali Fischer a Krebs v roce 1992 Nobelovu cenu za fyziologii a lékařství.
V roce 1957 se Krebs stal profesorem na Washingtonské univerzitě. Kvůli svému zájmu o výuku opustil v roce 1968 Washingtonskou univerzitu a stal se zakládajícím vedoucím katedry biochemie na Kalifornské univerzitě v Davisu. V roce 1977 se vrátil na Washingtonskou univerzitu jako vedoucí katedry farmakologie.  V následujících 30 letech rozšířil své výzkumné zájmy od fosforylázy k různým aspektům buněčné signalizace a regulace. Ve svých výzkumech se věnoval velmi složité struktuře, vlastnostem a regulaci fosforylázové kinázy a cAMP-dependentní proteinkinázy, regulaci svalové kontrakce (včetně tyrozinové fosforylace lehkého myosinového řetězce), hormonální regulaci buněčného cyklu v oocytech prostřednictvím cAMP a buněčné signalizaci iniciované růstovými faktory, jako jsou epidermální a destičkové růstové faktory. Právě v té době upozornil na zcela novou signální dráhu, dnes známou jako MAP kinázová dráha, která hraje zásadní roli v buněčné signalizaci pomocí růstových faktorů.

## Osobní život
Během praxe v Barnesově nemocnici se Krebs seznámil se svou ženou Virginií zvanou Deedy, která studovala ošetřovatelství na Washingtonské univerzitě. Vzali se v roce 1945 krátce před Krebsovým odchodem k námořnictvu. Měli spolu tři děti, Sally, Roberta a Marthu.
Krebs byl nedoslýchavý.